# Cylindromyia atratula
Cylindromyia atratula là một loài ruồi trong họ Tachinidae.